# Hylaeus convergens
Hylaeus convergens là một loài Hymenoptera trong họ Colletidae. Loài này được Dathe mô tả khoa học năm 2000.